# Ahmed Sobhi
Ahmed Sobhi (in arabo أحمد صبحي‎?; Giza, 4 marzo 1991) è un calciatore egiziano, centrocampista dell'El-Gouna.

## Carriera

### Club
Ha esordito il 15 ottobre 2011 in prima squadra.

### Nazionale
Nel 2011 viene convocato nell'Under-20 per prendere parte al campionato mondiale di calcio Under-20.